# Лі Дон Ун
Лі Дон Ун (кор. 리동운, нар. 4 липня 1945, Пхеньян) — північнокорейський футболіст, що грав на позиції нападника за клуб «Пхеньян», а також національну збірну КНДР.

## Клубна кар'єра
На клубному рівні грав за «Пхеньян». 

## Виступи за збірну
Захищав кольори національної збірної КНДР. 
У її складі був учасником чемпіонату світу 1966 року в Англії. Починав турнір як запасний гравець, проте був включений до стартового складу своєї команди на другу гру групового етапу проти чилійців, що завершилася унічию 1:1. Згодом також грав у чвертьфінальній грі проти збірної Португалії, яку північнокорейці програли 3:5, завершивши виступи на турнірі. Став автором одного з голів своєї команди в останній грі.